# Samuel Kanyon Doe Sports Complex
Der Samuel Kanyon Doe Sports Complex ist ein Fußballstadion mit Leichtathletikanlage im Stadtteil Paynesville der liberianischen Hauptstadt Monrovia. Die 1986 gebaute Anlage wurde 2005 renoviert. Neben Fußball finden auch Rugbybegegnungen und Leichtathletikwettbewerbe sowie Kulturveranstaltungen im Samuel Kanyon Doe Sports Complex statt. Der Komplex wurde nach Samuel Kanyon Doe (1951–1990) benannt, der von 1986 bis 1990 liberianischer Präsident war.
Im September 2005 wurde durch die chinesische Hunan Constructing Engineering Group Corporation eine 7,6 Mio. US-Dollar kostende Renovierung begonnen. Dabei wurde die ursprüngliche Stadionkapazität von 35.000 auf 40.000 Plätze erweitert.